# Chlewiszcze (Białoruś)
Chlewiszcze (biał. Хлевішча, Chlewiszcza) – wieś położona na Białorusi w rejonie kamienieckim obwodu brzeskiego. Miejscowość wchodzi w skład sielsowietu Wierzchowice. Wieś leży 33 km na zachód od Kamieńca, 46 km na północ od Brześcia, 12 km do stacji kolejowej Wysokie-Litewskie na linii kolejowej Brześć-Białystok.
W 2005 roku wieś liczyła 32 gospodarstwa i 56 mieszkańców.
Wieś leży niedaleko autostrady łączącą Brześć, Wysokie i Pograniczny.
Wieś duchowna położona była w końcu XVIII wieku powiecie brzeskolitewskim województwa brzeskolitewskiego.
Zachodnią częścią Chlewiszcza jest polskie Chlewiszcze, obecnie część wsi Stawiszcze.